# RS-143
La RS-143 est une route locale Nord-Ouest de l'État du Rio Grande do Sul. Elle relie la municipalité de Rondinha à celle de Liberato Salzano. Elle dessert les communes de Rondinha, Constantina et Liberato Salzano, et est longue de 39,860 km. Elle débute à l'embranchement avec la RS-404.